# Gabrielle Spiegel
Gabrielle M. Spiegel (geboren am 20. Januar 1943 in New York City) ist eine amerikanische Mediävistin.

## Leben
Ihre jüdische Familie ist 1938 aus Angst vor einem Europa Hitlers von Antwerpen nach New York geflohen. Während ihr Vater Belgier war, kam ihre Mutter aus Wien. Die Familie wollte sich nur vorübergehend in den USA aufhalten und später nach Antwerpen zurückkehren, daher bewegte sie sich vornehmlich in der belgischen und Wiener Emigranten-Gemeinde. Aus diesem Grunde ist die Muttersprache Spiegels das Französische. Ihre Mutter jedoch hatte an der Wiener Universität in englischer Philologie promoviert. Ihr Vater habe elf verschiedene Sprachen beherrscht. Spiegel und ihre Geschwister – älterer Bruder, ältere Schwester sowie Zwillingsschwester – lernten in der Schule Englisch, woraufhin ihre Eltern mit ihnen Deutsch sprachen. Am Ende des Zweiten Weltkrieges entschied sich die Familie gegen eine Rückkehr. 
1964 schloss sie ihr Bachelor-Studium der Mittelalterlichen Geschichte am Bryn Mawr College bei David Herlihy ab. Im selben Jahr heiratete sie den Journalisten Adam Spiegel, mit welchem sie zwei Kinder hat.
Den M. A. T. an der Harvard University machte sie im darauffolgenden Jahr, anschließend zog sie nach Baltimore um, da ihr Ehemann bei der Baltimore Sun zu arbeiten anfing. 1970 folgte der M. A. an der Johns Hopkins University. Während dieses Studiums traf sie auf Robert Forster und Orest Ranum, Anhänger der Annales-Schule. An derselben Universität erlangte sie vier Jahre später den Ph. D. Ihr Doktorvater war John W. Baldwin. Die Themawahl ihrer Doktorarbeit, die Historiographie zur Zeit der Kapetinger, war relativ ungewöhnlich in den USA, da zu diesem Zeitpunkt mehr Wert auf die empirische Erforschung der Institutionengeschichte gelegt wurde. Spiegel gibt für ihre Wahl zwei Gründe an: Zum einen war da ihre familiäre Situation mit zwei Kleinkindern, die ihr einen längeren Aufenthalt in europäischen Archiven unmöglich gemacht habe, zum anderen das im Umkreis der französischen Historiker Robert-Henri Bautier sowie Bernard Guenée zunehmende Interesse an der Geschichtsschreibung selbst. Letzteres lernte sie während ihrer Rechercheaufenthalte in Paris kennen. Aus ihrer Doktorarbeit entstand das Buch The Chronicle Tradition of Saint-Denis – A Survey, das 1978 erschien.
Neunzehn Jahre war sie an der Universität von Maryland beschäftigt, bis sie 1993 an die Johns Hopkins University berufen wurde.
Im Jahr 2008 war Spiegel Präsidentin der American Historical Association. Seit 2011 ist sie Elected Fellow der American Academy of Arts and Sciences.
Ihre Tochter ist die Radiojournalistin Alix Spiegel.

## Werk
Spiegel beschäftigt sich neben der französischen mittelalterlichen Geschichte auch mit postmodernen Ansätzen in der Historiographie.
Als Grund für ihre Berufswahl erachtet Spiegel ihre sprachliche und kulturelle Marginalisierungserfahrung. “I am now convinced that it was this perduring sense of not belonging, of intense marginality and linguistic discomfort, of having lost a past and personal history for which I felt that I had been intended but which had been taken away from me by history itself, that generated my need to be a historian [...].”
Ihr mediävistisches Interesse sei in ihrer Schulzeit aus der Lektüre von „Geburt des Abendlandes. Untergang der Antike am Mittelmeer und Aufstieg des germanischen Mittelalters“ des belgischen Historikers Henri Pirenne erwachsen. Sowohl das Thema des Buches als auch dessen Argumentation, hierbei v. a. der Wert, den er auf langfristige Entwicklungen legte, hätten sie begeistert.
So war Spiegel auch davon überzeugt, dass es Entwicklungslinien aus den christlich geprägten Vorurteilen gegenüber Juden des Mittelalters zu denen gab, die zum Tod vieler ihrer Familienmitglieder führten und ihr ihre Vergangenheit und somit auch Zukunft raubten: “[…] because I intuitively fastened upon the idea that medieval Europe represented in emblematic form the Christian world whose prejudices had led to the death of so many members of my family and deprived me of my history, both past and future.”
Ausgehend von ihrer Beschäftigung mit den mittelalterlichen französischen Chroniken im Rahmen ihrer Doktorarbeit, stellte sich ihr die Frage, welchen realen Gehalt diese haben, v. a. ausgelöst durch die Beschreibung von Wundern, Wiederauferstehungen etc. So dass sie sich mit dem Werk Hayden Whites befasste, insbesondere mit seinem Buch Metahistory (1973), sowie mit den Schriften der Poststrukturalisten. Nancy Partner, Robert Hanning und Robert Stein, Kollegen Spiegels taten dasselbe. Hierin spiegelte sich ihres Erachtens auch ihre eigene Biographie, die verbunden ist, mit dem Bedürfnis nach einem Wissen über die Vergangenheit und der gleichzeitigen Unmöglichkeit dieses sicher zu erlangen, da jenes unwiederbringlich verloren ging. Später interessierte sie der Zusammenhang von Erinnerung und Geschichte.
Zu ihren bekanntesten Artikeln zählt der 1990 in der historischen Zeitschrift Speculum veröffentlichte The Social Logic of the Text in the Middle Ages. Darin versucht sie die Ansätze des linguistic turn für die Geschichte des Mittelalters fruchtbar zu machen. Gemeinsam mit anderen Historikern wie Nancy Partner, ebenfalls eine Mediävistin, sowie Natalie Davis und Lynn Hunt sucht sie nach einer moderaten Position, die die postmodernen Ansätze der Geschichtsschreibung berücksichtigt, aber nicht die Paradigmen ihrer eigenen Ausbildung, d. h. jedweden Empirismus und die Berücksichtigung des sozio-ökonomischen Hintergrunds, aufgibt. Sie gesteht dem Text eine social logic zu. Sprache erfülle zwei Funktionen: Die erste sei, dass sie ein statisches Bild des Kontextes ist, in welchem der Text entsteht, die zweite Funktion, dass sie auch aktiv diesen Kontext erzeugt. Diese Überlegungen finden sich ebenfalls in ihrem 1993 verlegten Buch Romancing the Past. The Rise of Vernacular Prose Historiography in Thirteenth Century France.

## Schriften (Auswahl)
- The Chronicle Tradition of Saint-Denis – A Survey, Brookline 1978.
- Romancing the Past – The Rise of Vernacular Prose Historiography in Thirteenth-Century France, Berkeley 1993. ISBN 9780520089358.
- The Past As Text – The Theory and Practice of Medieval Historiography, Baltimore 1997. ISBN 0-8018-6259-0.
- Memory and History – Liturgical Time and Historical Time, in: History and Theory, 41 (2002), S. 149–162.
- Practicing History – New Directions in Historical Writing After the Linguistic Turn, New York u. a. 2005. ISBN 0415341078.
- Revision in History, Malden, Mass. u. a. 2007. [= History and Theory; Vol. 46, Nr. 4: Theme Issue; 46]